# Lhota (ort i Tjeckien, Mellersta Böhmen, lat 50,24, long 14,66)
Lhota är en ort i Tjeckien.   Den ligger i regionen Mellersta Böhmen, i den centrala delen av landet, 24 km nordost om huvudstaden Prag. Lhota ligger 172 meter över havet och antalet invånare är 342.
Terrängen runt Lhota är platt. Runt Lhota är det tätbefolkat, med 343 invånare per kvadratkilometer. Närmaste större samhälle är Libeň, 19,8 km sydväst om Lhota. I omgivningarna runt Lhota växer i huvudsak blandskog.